# Monastère de Liebenau
 (août 2017).
Le contenu est difficilement compréhensible vu les erreurs de traduction, qui sont peut-être dues à l'utilisation d'un logiciel de traduction automatique.
Le monastère de Liebenau se trouve dans le quartier de Hochheim à Worms en Rhénanie-Palatinat en Allemagne. Liebenau était situé à l'est de la région de Hochheim, à proximité de la frontière avec la région de Neuhausen, près du pont à travers le Pfrimm et de Steuben-Straße d'aujourd'hui. Il y a des rues nommées Engelmannstraße et Holderbaumstraße dans la région, nommées d'après les fondateurs du monastère, Johann Engelmann et Lieba Holderbaum.

## Histoire
Le monastère de Liebenau est étroitement lié à l'abbaye Saint Cyriacus de Worms à Neuhausen, qui a été désaffectée en 1565. Saint Cyriacus était très ancien et était probablement à l'origine une cour royale franconienne. En 630, le roi Dagobert, voulait faire une église dédiée à Saint-Denis. Au IXe siècle, l'évêque Samuel de Worms (841-856), qui était également abbé de l'abbaye de Lorsch, a acquis les reliques de saint Cyriaque, l'un des très renommés quatorze saints auxiliateurs, à Rome et les a déposés dans l'Église à Neuhausen, qui a rapidement adopté saint Cyriaque comme saint patron et était liée à une collégiale. Ainsi, l'église de Neuhausen est devenue une destination de pèlerinage.
L'empereur Henri V a visité l'abbaye en 1111 et a construit un château à proximité. Ce château avait un mur d'enceinte polygonal et était situé à l'ouest de l'abbaye de Neuhausen, sur une péninsule entre les rivières Pfrimm et Mühlbach. Le château a été endommagé en 1124 et définitivement détruit en 1288, lors d'un conflit entre la ville et le clergé. Le site a été acquis par Konrad Holderbaum, un citoyen de Worms. Via son fils Johann Holderbaum, le site est entré en possession de sa sœur Lieba, qui avait épousé Jacob Engelmann.
En 1299, Jacob et Lieba Engelmann ont fondé un couvent féminin sur ce site, à condition qu'ils soient inhumés dans le couvent. Selon Johann Friedrich Schannat dans son Historia episcopatus Wormatiensis de 1734, le nom de Liebenau est dérivé du prénom Lieba de sa fondatrice. Eberwin von Kronenberg (22 avril 1308), l'évêque de Worms, a posé la première pierre en 1300 et a également supervisé l'achèvement du bâtiment après la mort des fondateurs. Le monastère possédait la paroisse d'Einselthum. Avec le temps, le monastère a acquis plus de territoire. Au début du XVIe siècle, le monastère possédait des biens à Osthofen , Pfeddersheim , Alsheim , Einselthum , Westhofen , Gundersheim , Blödesheim , Eich , Hochheim, Leiselheim et Pfiffligheim.
En 1327, le comte palatin Adolphe du Rhin est mort et sa veuve, Irmengard d'Oettingen (en), s'est installée dans le monastère de Liebenau avec ses enfants. Au début, elle vivait dans le couvent en tant qu'invité. En 1347, elle est devenue  religieuse dominicaine. Elle a vécu dans le monastère jusqu'à sa mort en 1389 (certaines sources mentionnent 1399). Le 1er décembre 1381, elle a conçu la messe dite du couvent qui devait être chantée quotidiennement.
Irmengard a été enterrée dans le monastère. L'historien Johann Friedrich Schannat (de) fournit la description de sa tombe, qui a depuis disparu, à la page 172 de son Historia episcopatus Wormatiensis. Cette description indique aussi comment la princesse a vécu en tant que religieuse dans le monastère sur plus de 40 ans.
Le frère d'Irmengarde, Louis est mort en 1346, lors d'un pèlerinage en Terre Sainte. Il avait légué, en cadeau, une belle croix au monastère de Liebenau. Selon le récit de Johann Friedrich, la croix avait été commandée par le père d'Irmengarde, le comte Louis VI d'Oettingen. La croix est arrivée à Fribourg-en-Brisgau par un chemin assez tortueux et fait maintenant partie des trésors spéciaux du musée des Augustins local. 
La belle-fille d'Irmengarde, Beatrice d'Aragon-Sicile , visitait occasionnellement sa belle-mère. Le chroniqueur dominicain Johannes Meyer (1422-1482) rapporte qu'au cours d'une de ces visites, Beatrice a donné naissance à Robert qui serait élevé par Irmengarde à Liebenau jusqu'à l'âge de 7 ans. Robert deviendrait plus tard roi des romains.
Marguerite du Palatinat, une fille handicapée de l'électeur palatin Louis III, vivait dans le monastère comme une sœur laïque à partir de 1445. Elle a été signalée comme ayant été très pieuse. Elle est morte le 24 novembre 1466. Ses cousines Barbara (1439-1482) et Dorothée (1444-1486), les filles d'Otto Ier, le comte palatin de Mosbach, étaient également des religieuses à Liebenau. Dorothée a même servi en tant que prieure du monastère.
Le monastère de Liebenau jouissait de la faveur et de l'affection très spéciales de la famille au pouvoir dans le Palatinat , parce que Irmengarde et ses parents princiers y avaient résidé. Cela a conduit de nombreuses femmes et filles de haut rang à devenir des religieuses à Liebenau. Parmi elles, se trouvait Irmengarde de Nassau, née princesse de Hohenlohe-Weikersheim. C'était une cousine maternelle d'Irmengarde d'Oettingen et la veuve de Gerlier Ier, comte de Nassau, qui était un cousin du défunt comte palatin Adolphe. Irmengarde de Nassau mourut à Liebenau en janvier 1371, en odeur de sainteté, comme l'affirme la Société historique de Hesse.
Les dames nobles qui résidaient à Liebenau comprenaient :
- Marguerite de Wurtemberg, une fille de Ulrich V de Wurtemberg et d'Élisabeth de Bavière (it), décédée jeune en 1479 dont les causes de son décès reste mystérieuses selon les archives.
- Marguerite de Hanau-Münzenberg (en) (morte vers 1503), qui était liée à la branche du Palatinat de la Maison de Wittelsbach, car sa grand-mère paternelle, Marguerite de Mosbach (en), était une sœur de Barbara et Dorothée mentionnées ci-dessus.
- Else von Stromberg, une fille illégitime de l'électeur palatin Robert II, qui était une nonne à Liebenau à partir de 1392.

En 1430, l'électeur palatin Louis III a demandé au dominicain Petrus von Gengenbach de renouveler la vie monastique à Liebenau. Petrus a amené des religieuses de Colmar et a renforcé les règles dominicaines. Certaines religieuses nobles ont quitté le monastère, tandis que d'autres, surtout de la sphère de la famille régnante du Palatinat, sont entrées dans le monastère. Petrus von Gengenbach est décédé le 16 janvier 1452 et a été enterré à Liebenau. Johann Friedrich Schannat rapporte que l'inscription sur sa tombe le désignait comme dominicain d'Augsbourg et réformateur du monastère.

## Économie
Au cours de la Réforme , l'électeur Palatin Frederick III a fait trois tentatives pour dissoudre le monastère entre 1561 et 1563. Cependant, les religieuses ont continué à résister à la dissolution. Dès 1560, ils se sont plaints de l'empereur au sujet des protestants qui interférent avec leurs pratiques religieuses. L'Empereur avait envoyé une lettre à l'électeur, l'incitant à donner au confesseur catholique un accès libre au monastère.
Après la tentative échouée de se dissoudre en 1561, l'électeur Frédéric III a envoyé ses officiels aux monastères d'Himmelskron et de Liebenau en mai 1562. Les fonctionnaires devaient expliquer les intentions gracieuses des électeurs envers les religieuses et les informer que, Souverain, souhaitaient avec ferveur qu'ils se comporteraient comme des enfants obéissants et se laisseraient éduquer sur le message divin pur. Ils devraient s'abstenir de chanter des matins et d'autres cantiques latins. Les envoyés ont fait leurs ordres, mais les prières des deux monastères et de leurs religieuses sont demeurées intactes. Ils ont rencontré les envoyés à la grille des visiteurs et ont quitté la réunion "avec disgrâce".
Au cours de la troisième tentative de résolution du 16 mars 1563, la Prieure a reçu les envoyés de l'électeur après les menaces de violence. Les envoyés ont été reçus dans une pièce, où tous les résidents du monastère s'étaient rassemblés, 13 religieuses et 9 sœurs laïques, toutes vêtues de leurs vêtements religieux. Les envoyés ont plus tard signalé:
"Nous avons présenté la lettre de l'électeur et nous avons expliqué ses souhaits. La Prieure a alors déclaré franchement que ses parents l'avaient destinée au monastère à un âge précoce et qu'elle était entrée dans le couvent et qu'elle ne trahirait jamais la foi dans laquelle elle avait été élevée et qu'elle ne voulait pas enlever sa tenue religieuse et cela Elle et ses subordonnés ne quittaient jamais le couvent et que ses vêtements ne pouvaient donc pas se méfier et qu'elle tenait leurs règles de chant et de lecture et monastiques pour une activité chrétienne louable et qu'ils ne pouvaient pas accepter un prédicateur et qu'ils n'écouteraient pas si Ont été fournis, car ils ne pouvaient pas juger les nombreuses croyances qui ont été proclamées à l'époque. Nous ne pourrions pas persuader la prieure et, en fin de compte, elle nous a dit, nous devrions demander aux sœurs et aux sœurs laïques leur avis et ils ont unanimement déclaré qu'ils n'abandonneraient jamais leur foi et priaient l'électeur de les laisser en paix."
Quelque temps plus tard, Frederick III a visité le monastère en personne. Il a forcé son chemin dans et pendant sa visite, frappé à travers une peinture de la crucifixion. En 1565, les dominicains et leur dernière prière Anna von Seckendorff ont été expulsés. Ils ont déménagé au monastère d'Adelhausen à Fribourg-en-Brisgau. À la Diète d'Augsbourg en 1566, Anna a fait sa dernière tentative pour sauver le monastère, mais elle a échoué.
En 1570, l'électeur a réussi à saisir les propriétés des monastères. Ils seraient administrés par le Département électoral des propriétés ecclésiastiques à Heidelberg , qui loué les propriétés. Dans les dernières années, les bâtiments ont été convertis ou démolis et aucune trace d'eux reste.

## Divers
La comtesse Palatine Marguerite de Savoie avait une naine nommée Catherine à son tribunal. Après la mort de Marguerite en 1479, Catherine est restée un moment au monastère de Liebenau jusqu'à sa fuite pour s'installer à Wurtzbourg en Bavière.
Selon Johann Friedrich Schannat, le prince Adolphe de 3 ans, fils de l'électeur Rupert III, a été enterré à Liebenau. Selon son épitaphe, il mourut à la Fête des Saints Philip et James, en 1358.
Une église catholique baptisée Sainte Marie Himmelskron a été conservée dans la région de Worms à Hochheim. Cependant, cette église n'appartenait pas à Liebenau, mais au monastère dominicain voisin de Himmelskron.
Au cours des XIXe et XXe siècles, une usine de fabrication de cuir nommée Heyl'sche Lederwerk Liebenau était située sur le terrain de l'ancien monastère. Cette usine s'appelait "Der Kloster". Son propriétaire, le baron Ludwig von Heyl zu Herrnsheim a fouillé le site en 1929 et a largement documenté ses découvertes.
Un hivernal appelé Liebebauer Hof («Cour de Liebenau») existe encore dans la rue de Ludwig-Schwanb à Osthofen. C'est l'un des plus anciens établissements vinicoles de la région. Il appartenait au couple qui a fondé Liebenau. Selon un acte daté du 2 avril 1309, les députés Johannes Holderbaum leur ont remis leur épouse Matilda d'Hischberg. Ce Johannes a peut-être été le frère de Lieba.